# Rossella Bergamonti
Rossella Bergamonti (Gussola, 1942) è un'attrice italiana.

## Biografia
Il suo primo incontro con il mondo dello spettacolo avvenne nel 1962, quando partecipò al concorso di bellezza di Miss Italia e vinse il titolo di Miss Sorriso. Si è diplomata nel 1963 al Centro sperimentale di cinematografia. Talvolta accreditata con gli pseudonimi Patricia Carr e Rosemary Herbert, lavorò a circa 50 pellicole nel periodo dal 1966 e il 1974.

## Filmografia

### Cinema
- La lama nel corpo, regia di Elio Scardamaglia (1966)
- Password: Uccidete agente Gordon, regia di Sergio Grieco (1966)
- L'affare Beckett, regia di Osvaldo Civirani (1966)
- Una donna per Ringo (Dos pistolas gemelas), regia di Rafael Romero Marchent (1966)
- Surcouf, l'eroe dei sette mari, regia di Sergio Bergonzelli (1966)
- Starblack, regia di Giovanni Grimaldi (1966)
- 7 donne d'oro contro due 07 (7 Golden Women Against Two 07), regia di Vincenzo Cascino (1966)
- Black Box Affair - Il mondo trema, regia di Marcello Ciorciolini (1966)
- I cinque della vendetta, regia di Aldo Florio (1966)
- Il grande colpo di Surcouf, regia di Sergio Bergonzelli e Roy Rowland (1966)
- Kriminal, regia di Umberto Lenzi (1966)
- Gringo, getta il fucile! (El aventurero de Guaynas), regia di Joaquín Luis Romero Marchent (1966)
- Trappola per sette spie, regia di Mario Amendola (1967)
- Un dollaro tra i denti (A Stranger in Town), regia di Luigi Vanzi (1967)
- Il raggio infernale, regia di Gianfranco Baldanello (1967)
- I fantastici 3 Supermen, regia di Gianfranco Parolini (1967)
- 7 donne per i MacGregor, regia di Franco Giraldi (1967)
- Il fischio al naso, regia di Ugo Tognazzi (1967)
- Strategic command chiama Jo Walker, regia di Gianfranco Parolini (1967)
- 7 winchester per un massacro, regia di Enzo G. Castellari (1967)
- Si muore solo una volta, regia di Giancarlo Romitelli (1967)
- Il magnifico texano, regia di Luigi Capuano (1967)
- Un uomo, un cavallo, una pistola, regia di Luigi Vanzi (1967)
- Due rrringos nel Texas, regia di Marino Girolami (1967)
- Violenza per una monaca, regia di Julio Buchs (1967)
- Soldati e capelloni, regia di Ettore Maria Fizzarotti (1967)
- Ric e Gian alla conquista del West, regia di Osvaldo Civirani (1967)
- Cuore matto... matto da legare, regia di Mario Amendola (1967)
- I sette fratelli Cervi, regia di Gianni Puccini (1968)
- Dio li crea... Io li ammazzo!, regia di Paolo Bianchini (1968)
- Il suo nome gridava vendetta, regia di Mario Caiano (1968)
- Uno scacco tutto matto, regia di Roberto Fizz (1968)
- I tre che sconvolsero il West (Vado, vedo e sparo), regia di Enzo G. Castellari (1968)
- ...se incontri Sartana prega per la tua morte, regia di Gianfranco Parolini (1968)
- T'ammazzo!... Raccomandati a Dio, regia di Osvaldo Civirani (1968)
- Ciccio perdona... Io no!, regia di Marcello Ciorciolini (1968)
- Radiografia di un colpo d'oro (Las Vegas 500 millones), regia di Antonio Isasi-Isasmendi (1968)
- Roma come Chicago, regia di Alberto De Martino (1968)
- Eat It, regia di Francesco Casaretti (1969)
- Maldonne, regia di Sergio Gobbi (1969)
- I disperati di Cuba, regia di Robert Topart (1970)
- Amore Formula 2, regia di Mario Amendola (1970)
- In nome del popolo italiano, regia di Dino Risi (1971)
- Milano calibro 9, regia di Fernando Di Leo (1972)
- Un uomo chiamato Dakota, regia di Mario Sabatini (1972)
- La morte scende leggera, regia di Leopoldo Savona (1972)
- Quando l'amore è sensualità, regia di Vittorio De Sisti (1973)

### Televisione
- I giramondo della canzone – programma TV (1971)
- Il commissario De Vincenzi, regia di Mario Ferrero – serie TV, ep 1x03 (1974)